# Tractat de Lanhoso
El Tractat de Lanhoso fou una pau signat el 1121 entre el Comtat de Portugal amb Castella gràcies a l'ajuda dels arquebisbes de Santiago de Compostel·la i Braga, per la qual el comtat de Portugal esdevenia altre cop vassall de Castella i Lleó.
El 1112, a la mort d'Enric de Borgonya, Teresa de Lleó i Núñez fou nomenada comtessa i regent del seu fill, el futur Alfons I de Portugal, el qual era molt jove. Teresa, en un esforç per ampliar els dominis del comtat de Portugal, lluitant contra la seva pròpia germana, Urraca de Castella, el 1116 i el 1120. El 1121 fou assetjada a Lanhoso i hagué de negociar una pau amb Castella gràcies a l'ajuda de l'arquebisbe de Santiago de Compostel·la i Paio Soares da Maia, l'arquebisbe de Braga, per la qual el comtat de Portugal esdevenia altre cop vassall del regne de Castella i Lleó. El tractat li permeté conservar el control de les seves possessions malgrat la desfeta.